# Capesterre-Belle-Eau
Capesterre-Belle-Eau je općina (fr. commune) na otoku Basse-Terre u otočju Gvadalupe, francuskom prekomorskom departmanu u Malim Antilima.

## Povijest
Općina je 20. rujna 1837. službeno dobila ime Capesterre, koje potječe od mornaričkog izraza iz 17. stoljeća cab-est-terre, što znači "kopno izloženo vjetru s istoka". Zbog mnogih slapova, rijeka i općenito izrazitoga obilja vodom, ime općine je 4. lipnja 1974. dopunjeno pridjevom Belle Eau (hrv. doslovno lijepa voda), pa otuda i naziv Capesterre-Belle-Eau.

## Vanjske poveznice
- Službena stranica

|  | Portal Francuske – Pristup člancima s tematikom o Francuskoj. |